# Патриша Симпсън
Патриша Симпсън (на английски: Patricia Simpson) е американска писателка на бестселъри в жанра съвременен любовен роман и паранормален любовен роман.

## Биография и творчество
Патриша Симпсън е родена през 1955 г. в Монтана, САЩ. Израства в малко планинско градче, поради което започва много да чете. От 13-годишна започва да пише различни истории и да прави илюстрации към тях.
Учи в Университета на Вашингтон и завършва с бакалавърска степен по специалност изкуство. След дипломирането си работи като графичен дизайнер. Заедно с работата си продължава да пише преследвайки мечтата си да бъде писател.
Първият ѝ роман „Whisper Of Midnight“ е публикуван през 1991 г. Той става бестселър и след него тя публикува по-старите си преработени ръкописи.
През 1995 г. получава награда за цялостно творчество от списание „Romantic Times“ за съвременните си любовни романи.
След период на прекъсване на писателската си кариера, през 2003 г. е публикуван първия ѝ роман „The Dark Lord“ от поредицата „Забранения Таро“.
Има две дъщери от първия си брак. Вторият ѝ съпруг е шотландец.
Патриша Симпсън живее със семейството си в Сан Франциско.

## Произведения

### Самостоятелни романи
- Whisper of Midnight (1991)
- The Legacy (1992) 
Завещанието, изд.: „Иван Вазов“, София (1994), прев. Мария Дончева
- Raven in Amber (1993)
- The Haunting of Brier Rose (1993)
- The Night Orchid (1994)
- The Lost Goddess (1995)
- Lord of Forever (1995)
- Mystic Moon (1996)
- Just Before Midnight (1997)
- Jade (1997)
- Spellbound (2009)
- Imposter Bride (2013)
- Death in Amsterdam (2016)

### Серия „Забранения Таро“ (Forbidden Tarot)
1. The Dark Lord (2003)
2. The Dark Horse (2005)
3. The Last Oracle (2011)

### Серия „Хрониките на Лондо“ (Londo Chronicles)
1. The Marriage Machine (2011)
2. Gabriel's Daughter (2013)

### Новели
- Lord of the Nile (2012)
- The Miller's Daughter (2013)

### Сборници
- Purrfect Love (1994) – с Деби Макомбър и Линда Лейл Милър
- Echoes of Love (2013)
- Gargoyle: Three Enchanting Romance Novellas (2013) – с Бет Барани и Кей Кеплер